# Mathias Vacek
Mathias Vacek (ur. 12 czerwca 2002 w Berounie) – czeski kolarz szosowy i biegacz narciarski.
Początkowo łączył uprawianie kolarstwa i biegów narciarskich. W drugiej z tych dyscyplin startował między innymi na Zimowym Olimpijskim Festiwalu Młodzieży Europy 2019 (indywidualnie najlepszy wynik uzyskał w biegu na 10 kilometrów stylem klasycznym, gdzie był czwarty) i Zimowych Igrzyskach Olimpijskich Młodzieży 2020 (indywidualnie najlepszy wynik uzyskał w sprincie stylem dowolnym, gdzie był 11.). Po zdobyciu mistrzostwa Europy juniorów w jeździe indywidualnej na czas i podpisaniu pierwszego zawodowego kontraktu przed sezonem 2021 zdecydował się skupić wyłącznie na kolarstwie.
Kolarstwo uprawia również jego brat, Karel Vacek.

## Osiągnięcia

### Kolarstwo szosowe
Opracowano na podstawie:

2020
- 1. miejsce w mistrzostwach Czech juniorów (jazda indywidualna na czas)
- 2. miejsce w mistrzostwach Czech juniorów (start wspólny)
- 1. miejsce w mistrzostwach Europy juniorów (jazda indywidualna na czas)

2021
- 3. miejsce w mistrzostwach Czech U23 (jazda indywidualna na czas)

2022
- 1. miejsce na 6. etapie UAE Tour
- 2. miejsce w mistrzostwach Europy U23 (start wspólny)
- 2. miejsce w mistrzostwach świata U23 (start wspólny)

2023
- 1. miejsce w klasyfikacji młodzieżowej Baloise Belgium Tour

## Rankingi

### Kolarstwo szosowe
| Rok             | 2021 | 2022 | 2023 | 2024 |
| --------------- | ---- | ---- | ---- | ---- |
| World Ranking   | 838. | 182. | 327. | 68.  |
| UCI Europe Tour | 644. | 149. | -    | 55.  |
|                 |      |      |      |      |
| Źródło: UCI     |      |      |      |      |